# 토그
토그(Turkey's Automobile Joint Venture Group Inc., 튀르키예어: Türkiye'nin Otomobili Girişim Grubu A.Ş.; TOGG)는 2018년 합작 투자로 설립된 튀르키예의 전기자동차 제조업체이다. 생산 및 판매는 2023년 초부터 시작될 예정이다.

## 역사

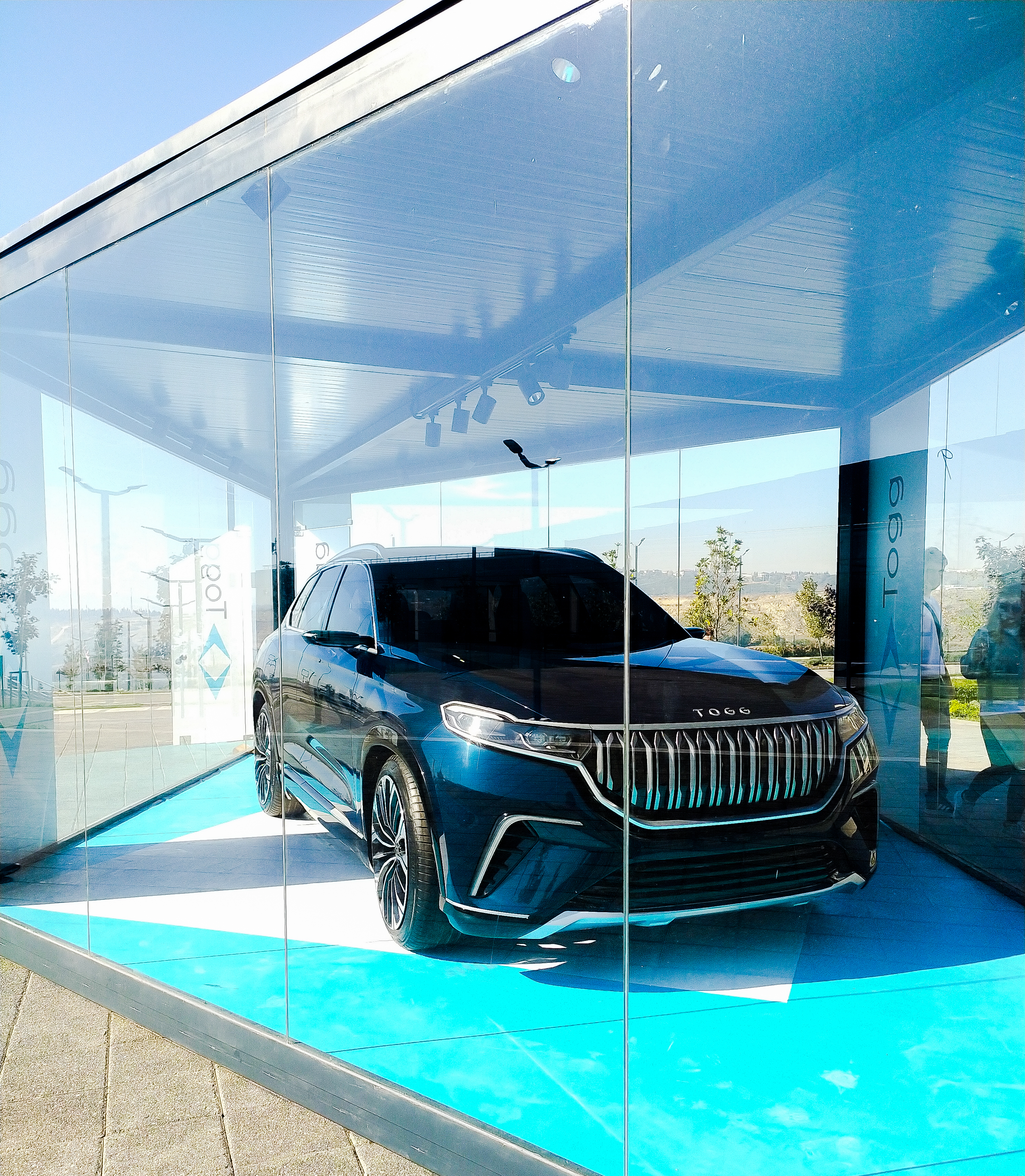
2022년에 생산된 토그 C-SUV의 모습.

2017년 11월, 튀르키예의 대통령 레제프 타이이프 에르도안은 터키에서 국산차를 생산하기 위해 협력하기로 결정한 회사와 조직을 발표했다. 이를 위해 아나돌루 에페스(19%), BMC(19%), Kök 그룹(19%), 투르크셀(19%), 졸루 홀딩(19%) 및 TOBB(5%)가 협력하여 2018년 6월 25일에 Turkey's Car를 출시했다. 또한 이에서 토그가 설립되었다. 2019년 9월에는 Kök 그룹이 프로젝트에서 탈퇴하였다. 2019년 10월에는 회사 본사가 이스탄불 시슬리에서 코자엘리주 게브제로 이전했다. 회사의 CEO인 구르칸 카라카슈는 2019년에 디자인이 완성되었고, 2022년부터 판매할 것이라고 밝혔다. 2019년 12월 27일 열린 기자간담회에서 SUV와 세단 모델이 소개되었다. 자동차의 디자인은 이탈리아 디자인 회사인 피닌파리나가 맡았다.
2021년에는 아나돌루 에페스, 투르크셀 및 베스텔(Zorlu Holding의 자회사)은 더 많은 자금을 투자하여 총 자본을 1억 5000만₺에서 약 10억₺로 늘리고 지분을 각각 약 23%로 늘렸다. 또한 BMC와 TOBB는 지분을 각각 23%와 8%로 늘렸다.

## 모델
2019년 12월 공개된 두 토그 터키 국제 차량 모델은 모두 순수 전기차이다. 두 차량 모두 배터리 보증 기간 8년을 가지고 있다.
| 이름       | 유형              | 발표일           | 예상 공개일 | 모터 | 사진 |
| ---------- | ----------------- | ---------------- | ----------- | ---- | ---- |
| 토그 C-SUV | C세그먼트 SUV     | 2019년 12월 27일 | 2023년      | 전기 |      |
| 토그(세단) | C 세그먼트 세단   | 2019년 12월 27일 | 2024년      | 전기 |      |
| 미정       | C 세그먼트 해치백 | 발표 될          | 2030년까지  | 전기 |      |
| 미정       | B 세그먼트 SUV    | 발표 될          | 2030년까지  | 전기 |      |
| 미정       | C 세그먼트 MPV    | 발표 될          | 2030년까지  | 전기 |      |

## 생산 계획
튀르키예군의 토지인 부르사주의 할랄라가 생산 공장 부지로 선정되었다. 이 부지는 항구, 경제자유구역 및 공급자와의 거리 등의 이유로 선정되었다. 생산 공장의 건설 비용은 약 220억₺로 집계되었다. 생산 공장에는 4,323명을 고용할 계획이다. 연간 175,000대의 전기 자동차를 생산하기로 계획되어 있지만, 2040년까지 석유 수입을 증가할 예정인 튀르키예의 경제 계획으로 인한 위험을 피하기에는 충분하지 않을 수 있다. 시험으로 차량 100대를 생산할 예정이다.

## 소송
2021년 6월, 토그는 이전에 다른 사람이 구매한 도메인인 "togg.com"을 얻기 위해 세계 지적 재산권 기구(WIPO)에 문제를 제기했다. 토그는 고소장에서 '토그는 전기자동차를 생산하기 위해 2018년에 설립되었으며 아직 공장이 없지만 2019년 12월에 생산 계획을 발표하였다'고 주장했다. 이에 대해 변호인은 2010년에 자신의 회사와 명명권을 다른 회사에 매각하기 전, '영어: The Office of George Gould'라는 회사를 위해 조지 클라우드(영어: George Cloud)라는 컴퓨터 엔지니어가 도메인을 2003년에 구입했으며 도메인이 이미 다른 회사(tcbinc.com)으로 리디렉션되었다고 주장했다.
2021년 9월, 토그에 제기된 컴플레인이 거부되어 도메인 등록자에게 유리한 판결을 내렸고 불만이 악의적으로 제기되었음을 확인했다. 판결문에서도 토그라는 이름이 비슷할 수는 있으나, 피고가 토그가 설립되기 4년 전인 2014년에 도메인을 구입한 것으로 보아 악의가 있을 수는 없다고 판결했다.